# Jia Guoping
Jia Guoping (chinesisch 贾国平, Pinyin Jiǎ Guó píng, W.-G. Chia Kuo p'ing; geboren am 1. Oktober 1963 in Lishi, Lüliang,  Provinz Shanxi, Volksrepublik China) ist ein chinesischer Komponist und Hochschullehrer.

## Leben
Jia Guoping erlernte das Streichinstrument Jinhu (1975–1977) und wirkte zunächst als Solist der Jin Opera Troupe in  Lishi. Von 1980 bis 1984 studierte er Musik an der Shanxi-Jin Opera Academy in der Provinzhauptstadt Taiyuan und war bis 1987 Musikdirektor im Kulturhaus Lüliang. Danach ging er ans Zentrale Musikkonservatorium Peking und studierte Komposition bei Qu Xiaosong und Xu Zhenmin (* 1934). Nach dem Abschluss 1991 begann er dort selbst zu unterrichten.
Ein DAAD-Stipendium ermöglichte es ihm, seine Kompositionsstudien 1994 bei Rolf Hempel und Helmut Lachenmann an der Musikhochschule Stuttgart fortzusetzen. Zusätzlich konnte er seine Ausbildung 1996 bei den Darmstädter Ferienkursen ergänzen. In Stuttgart absolvierte er sein künstlerisches Aufbaustudium 1998 und kehrte nach China zurück.
Im September 1998 wurde Jia Guoping Professor für Komposition und Analyse Neuer Musik am Zentralen Musikkonservatorium Peking, schloss er seine Promotion bei Wu Zuqiang (1927–2022) ab, wurde 2006 Bibliotheksdirektor, 2010 Vizedekan der Fakultät Komposition und 2014 Direktor des Instituts für Musikwissenschaft.

## Schaffen
Jia Guoping setzt sich als Hochschullehrer, Organisator und Komponist für den kulturellen Austausch zwischen China und Deutschland ein.
Als Organisator gründete er 2007 die Con Tempo Composition Competition und 2008 das German Contemporary Music Festival. 2011 rief er das Con Tempo Ensemble Beijing ins Leben, das sich der modernen Musik und der Kombination von westlichen und östlichen Instrumenten verschrieben hat. Zudem initiierte er 2011 bis 2014 jährliche Beijing International Composition Workshops und konzipierte 2015 ein Trainingsprogramm für Musikkritik.
Jia Guoping komponiert u. a. Orchester- und Kammermusik, Ballett- und Filmmusik. Dabei versucht er, Techniken und Klangsprachen der zeitgenössischen Musik mit Merkmalen der traditionellen chinesischen Musik zu verbinden. Seine Kompositionen, heißt es in einer Werkbeschreibung, vermitteln „eine Schönheit, die viel mit Aussparung, Zurückhaltung und Zartheit zu tun hat“. Diese Ästhetik zeigt sich auch in Stücktiteln wie Wind Sound in the Sky, Whispers of a Gentle Wind, In Silence und Listen to the Sounds of Nature. Zu seinen bekannten Werken zählen Kalaviuka für Orchester (2012), Liu Yun – Fließende Reime für Pipa, Sheng und Ensemble (2015) und Diaspora für Ensemble (2017).
Aufgeführt werden seine Kompositionen international, in der Carnegie Hall New York und im Wiener Musikverein, in Beijing, Shanghai, Taiwan, Großbritannien, Mexiko, Kanada, Russland und Deutschland, etwa beim Schleswig-Holstein Musik Festival, bei der Münchener Biennale, im Konzerthaus Berlin, bei Ultraschall Berlin, beim Festival Eclat Stuttgart, u. a. vom Arditti Quartet, vom Deutschen Symphonie-Orchester Berlin, den Münchner Philharmonikern, dem Orchester des Mannheimer Nationaltheaters, vom China National Symphony Orchestra und vom Hong Kong Chinese Orchestra.
Bei ihm studiert haben etliche chinesische Komponistinnen, u. a. Lin Yang (* 1982), Huihui Cheng (* 1985), Ruiqi Wang (* 1987) und Cong Wei (* 1988).